# Festival Eurovisão da Canção 2013
O Festival Eurovisão da Canção de 2013 foi a 58ª edição anual do evento. Foi realizado pela segunda vez em Malmö, na Suécia nos dias 14, 16 e 18 de maio de 2013. A Suécia venceu a edição de 2012, com a canção "Euphoria", de Loreen e foi, por isso, a organizadora da edição de 2013. Pela primeira vez desde 1995, teve apenas uma apresentadora,a comendiante Petra Mede.
As emissoras nacionais de televisão 39 países da União Europeia de Radiodifusão participaram. A Bósnia e Herzegovina, Eslováquia, Portugal e Turquia anunciaram a sua retirada nesta edição.
O slogan foi "We Are One" (Nós somos um), acompanhado por uma borboleta como logótipo

## Local
A Malmö Arena, em Malmö, foi anunciada pela host-broadcaster (emissora anfitriã) Sveriges Television (SVT) como o local do Eurovision Contest 2013 em 8 de Julho de 2012. Esta foi a quinta vez depois de 1975, 1985, 1992 e 2000, que o festival é realizado na Suécia e a segunda vez na história que foi realizado em Malmö.

### Fase de candidatura
Após a final do festival em 2012, na cole(c)tiva de imprensa após a vitória de Loreen, a dire(c)tora da televisão sueca SVT Eva Hamilton disse aos repórteres que as cidades suecas de Solna, Gotemburgo e Malmö seriam consideradas como possíveis locais para a edição de 2013. A arena mais recente, o Ericsson Globe, utilizada no Festival Eurovisão da Canção 2000, devido ao facto de estar alugada para o Campeonato Mundial de Hóquei sobre o Gelo de 2013 durante as datas preliminares do festival, e assim foi descartada.
As cidades candidatas, provisoriamente reservaram as as suas arenas e vários quartos de hotel, como parte de suas propostas para sediar a edição de 2013.
A SVT avaliou todas as possibilidades sobre a cidade-sede do festival em 2013. Uma alternativa levantada pelo jornal Expressen foi a de fazer a competição em três locais diferentes - as semifinais em Malmö e Gotemburgo e a final em Estocolmo. A alternativa foi abortada por questões de logística envolvidas ao festival.
Em 20 de junho de 2012, a SVT divulgou a dessistência de Gotemburgo, devido ao tradicional Göteborg Horse Show, evento tradicional de hipismo realizado no final de abril. Devido as demandas da UER, a Arena deveria estar desocupada no mesmo período. Houve também um consenso sobre as vagas disponíveis de hotéis no período e o número de eventos na cidade. O anúncio final do local, cidade e datas finais foi feito em 8 de julho de 2012.
Finalmente, em 8 de julho de 2012, a cidade de Malmö foi anunciada como a cidade-sede do Eurovision Song Contest 2013, que será na Malmö Arena. As razões alegadas pela SVT para a escolha da cidade foram o fa(c)to da infraestrutura estar em excelente condições e o desejo da UER de voltar a realizar o festival em uma arena de tamanho menor do que as anteriores,para diminuir a escala do evento e melhorar a sua qualidade.

| Cidade     | Local          | Capacidade                    | Notas |
| ---------- | -------------- | ----------------------------- | --- |
| Solna      | Friends Arena  | 67,500                        | Confirmada para sediar a final do Melodifestivalen em Março de 2013, e também a final da Copa da Suécia de 2013l cinco dias após a final Festival Eurovisão da Canção. |
| Malmö      | Malmö Arena    | 15,500                        | O local serviu como sede das semifinais do Melodifestivalen nos últimos quatro anos.                                                                                   |
| Gotemburgo | Scandinavium   | 14,000                        | O local sediou o Festival Eurovisão da Canção 1985. |
| Gotemburgo | Svenska Mässan | Não tem capacidade permamente | |

### Identidade visual
Tal como foi feito nos anos anteriores, desde a adoção do logotipo genérico do festival, a organização usará uma identidade visual própria para o desenvolvimento desta edição, a qual foi apresentada em 17 de janeiro de 2013.
O emblema principal desta é uma borboleta composta de diferentes cores e texturas, que segundo os organizadores pretendem demonstrar a diversidade cultural dos 39 países participantes,baseados no efeito borboleta. Junto ao logo,está o slogan «We are one» («Somos todos um» em português). A agência  Happy F&B foi a responsável pela criação do slogan, a qual teve a responsabilidade de criar uma identidade inovadora , na qual posteriormente será integrada ao site oficial,a decoração urbana, campanhas publicitárias e os gráficos da transmissão.
O design do palco, de autoria de Viktor Brattström e Frida Arvidsson, é inspirado por suas palavras em diferentes aspectos das borboletas, arquitetura moderna e a alta costura. O cenário, circular e encimada por uma estrutura em forma de arco terá uma extensão de passarela que vai ligar com palco circular menor. O palco e a passarela vão ocupare a maior parte da superfície da arena e estão rodeados por espectadores em pé, "a interação entre espectadores e o público", segundo o produtor executivo do festival Martin Österdahl. Outra diferença das edições anteriores é que o cenário não tem um fundo de leds, mas eles vão ficar no chão para criar desenhos em 3D, no fundo serão utilizado 28 projetores de última geração para criar diferentes ambientes. Além disso, entre outros aspectos técnicos destaca a presença de 210 altofalantes, 40 quilômetros de cabos elétricos, 1.243 lâmpadas para iluminação e 24 quilômetros de cabos de fibra ótica.
Durante o festival, cada apresentação será precedida por uma breve introdução em vídeo (conhecido como "postcard" ou "cartão postal") que mostrarão os artistas em seu dia a dia,em seus respectivos países.

## Participações

### Semi-final 1
| #   | País          | Idioma       | Artista                  | Canção                             | Tradução para Português          | Pontuação | Lugar |
| --- | ------------- | ------------ | ------------------------ | ---------------------------------- | -------------------------------- | --------- | ----- |
| 1º  | Áustria       | Inglês       | Natália Kelly            | "Shine"                            | Brilhar                          | 27        | 14    |
| 2º  | Estónia       | Estoniano    | Birgit Õigemeel          | "Et uus saaks alguse"              | Alguma coisa nova poderá começar | 52        | 10    |
| 3º  | Eslovénia     | Inglês       | Hannah Mancini           | "Straight Into Love"               | Diretamente ao Amor              | 8         | 16    |
| 4º  | Croácia       | Croata       | Klapa s Mora             | "Mižerja"                          | Miséria                          | 38        | 13    |
| 5º  | Dinamarca     | Inglês       | Emmelie de Forest        | "Only Teardrops"                   | Apenas lágrimas                  | 167       | 1     |
| 6º  | Rússia        | Inglês       | Dina Garipova            | "What If"                          | E se pudesse?                    | 156       | 2     |
| 7º  | Ucrânia       | Inglês       | Zlata Ognevich           | "Gravity"                          | Gravidade                        | 140       | 3     |
| 8º  | Países Baixos | Inglês       | Anouk                    | "Birds"                            | Pássaros                         | 75        | 6     |
| 9º  | Montenegro    | Montenegrino | Who See feat. Nina Žižić | "Igranka"                          | A Festa                          | 41        | 12    |
| 10º | Lituânia      | Inglês       | Andrius Pojavis          | "Something"                        | Algo                             | 53        | 9     |
| 11º | Bielorrússia  | Inglês       | Alyona Lanskaya          | "Solayoh"                          | Solayoh                          | 64        | 7     |
| 12º | Moldávia      | Romeno       | Aliona Moon              | "O mie"                            | Um milhar                        | 95        | 4     |
| 13º | Irlanda       | Inglês       | Ryan Dolan               | "Only loves survives"              | Apenas o amor sobrevive          | 54        | 8     |
| 14º | Chipre        | Grego        | Despina Olympiou         | "An me thimase" (Αν με θυμάσαι)    | Se te lembras de mim             | 11        | 15    |
| 15º | Bélgica       | Inglês       | Roberto Bellarosa        | "Love Kills"                       | Amar Mata                        | 75        | 5     |
| 16º | Sérvia        | Sérvio       | Moje 3                   | "Ljubav je svuda" (Љубав је свуда) | O amor está por todo o lado      | 46        | 11    |

### Semi-final 2
| #   | País               | Idioma            | Artista                            | Canção                                    | Tradução para Português    | Pontuação | Lugar |
| --- | ------------------ | ----------------- | ---------------------------------- | ----------------------------------------- | -------------------------- | --------- | ----- |
| 1º  | Letónia            | Inglês            | PeR                                | "Here We Go"                              | Aqui vamos nós             | 13        | 17    |
| 2º  | San Marino         | Italiano          | Valentina Monetta                  | "Crisalide (Vola)"                        | Crisálida (Voa)            | 47        | 11    |
| 3º  | Macedónia do Norte | Macedónio, Romani | Vlatko Lozanoski & Esma Redzepova  | "Pred da se razdeni" (Пред да се раздени) | Antes do amanhecer         | 28        | 16    |
| 4º  | Azerbaijão         | Inglês            | Farid Mammadov                     | "Hold Me"                                 | Segura-me                  | 139       | 1     |
| 5º  | Finlândia          | Inglês            | Krista Siegfrids                   | "Marry Me?"                               | Casas Comigo?              | 64        | 9     |
| 6º  | Malta              | Inglês            | Gianluca Bezzina                   | "Tomorrow"                                | Amanhã                     | 118       | 4     |
| 7º  | Bulgária           | Búlgaro           | Elitsa Todorova & Stoyan Yankoulov | "Samo shampioni" (Само шампиони)          | Somente os Campeões        | 45        | 12    |
| 8º  | Islândia           | Islandês          | Eyþór Ingi Gunnlaugsson            | "Ég á Líf"                                | Eu tenho uma vida          | 72        | 6     |
| 9º  | Grécia             | Grego e Inglês    | Koza Mostra & Agathonas Iakovidis  | "Alcohol is Free"                         | O álcool é grátis          | 121       | 2     |
| 10º | Israel             | Hebraico          | Moran Mazor                        | "Rak bisvilo" (רק בשבילו)                 | Apenas ele                 | 40        | 14    |
| 11º | Arménia            | Inglês            | Dorians                            | "Lonely Planet"                           | Planeta Solitário          | 69        | 7     |
| 12º | Hungria            | Húngaro           | ByeAlex                            | "Kedvesem" (Zoohacker Remix)              | Minha querida              | 66        | 8     |
| 13º | Noruega            | Inglês            | Margaret Berger                    | "I Feed You My Love"                      | Alimento-te com o meu amor | 120       | 3     |
| 14º | Albânia            | Albanês           | Adrian Lulgjuraj e Bledar Sejko    | "Identitet"                               | Identidade                 | 31        | 15    |
| 15º | Geórgia            | Inglês            | Sopho Gelovani e Nodiko Tatishvili | "Waterfall"                               | Cascata                    | 63        | 10    |
| 16º | Suíça              | Inglês            | Takasa                             | "You and Me"                              | Tu e eu                    | 41        | 13    |
| 17º | Roménia            | Inglês            | Cezar                              | "It's My Life"                            | É a minha vida             | 83        | 5     |

Para saber os resultados da semifinal 2 está aqui-http://www.eurovision.tv/page/history/by-year/contest?event=1793

### Final
| #   | País          | Idioma         | Artista                            | Canção                       | Tradução para Português          | Pontuação | Lugar |
| --- | ------------- | -------------- | ---------------------------------- | ---------------------------- | -------------------------------- | --------- | ----- |
| 1º  | França        | Francês        | Amandine Bourgeois                 | "L'enfer et moi"             | O Inferno e eu                   | 14        | 23    |
| 2º  | Lituânia      | Inglês         | Andrius Pojavis                    | "Something"                  | Algo                             | 17        | 22    |
| 3º  | Moldávia      | Romeno         | Aliona Moon                        | "O mie"                      | Um milhar                        | 71        | 11    |
| 4º  | Finlândia     | Inglês         | Krista Siegfrids                   | "Marry Me?"                  | Casas Comigo?                    | 13        | 24    |
| 5º  | Espanha       | Espanhol       | El Sueño de Morfeo                 | "Contigo hasta el final"     | Contigo até ao fim               | 8         | 25    |
| 6º  | Bélgica       | Inglês         | Roberto Bellarosa                  | "Love Kills"                 | Amar Mata                        | 71        | 12    |
| 7º  | Estónia       | Estoniano      | Birgit Õigemeel                    | "Et uus saaks alguse"        | Alguma coisa nova poderá começar | 19        | 20    |
| 8º  | Bielorrússia  | Inglês         | Alyona Lanskaya                    | "Solayoh"                    | Solayoh                          | 48        | 16    |
| 9º  | Malta         | Inglês         | Gianluca Bezzina                   | "Tomorrow"                   | Amanhã                           | 120       | 8     |
| 10º | Rússia        | Inglês         | Dina Garipova                      | "What If"                    | E se                             | 174       | 5     |
| 11º | Alemanha      | Inglês         | Cascada                            | "Glorious"                   | Glorioso                         | 18        | 21    |
| 12º | Arménia       | Inglês         | Dorians                            | "Lonely Planet"              | Planeta Solitário                | 41        | 18    |
| 13º | Países Baixos | Inglês         | Anouk                              | "Birds"                      | Pássaros                         | 114       | 9     |
| 14º | Roménia       | Inglês         | Cezar                              | "It's My Life"               | É a minha vida                   | 65        | 13    |
| 15º | Reino Unido   | Inglês         | Bonnie Tyler                       | "Believe In Me"              | Acredita em mim                  | 23        | 19    |
| 16º | Suécia        | Inglês         | Robin Stjernberg                   | "You"                        | Tu                               | 62        | 14    |
| 17º | Hungria       | Húngaro        | ByeAlex                            | "Kedvesem" (Zoohacker Remix) | Minha querida                    | 84        | 10    |
| 18º | Dinamarca     | Inglês         | Emmelie de Forest                  | "Only Teardrops"             | Apenas lágrimas                  | 281       | 1º    |
| 19º | Islândia      | Islandês       | Eyþór Ingi Gunnlaugsson            | "Ég á Líf"                   | Eu tenho uma vida                | 47        | 17    |
| 20º | Azerbaijão    | Inglês         | Farid Mammadov                     | "Hold Me"                    | Segura-me                        | 234       | 2º    |
| 21º | Grécia        | Grego e Inglês | Koza Mostra & Agathonas Iakovidis  | "Alcohol is Free"            | O álcool é grátis                | 152       | 6     |
| 22º | Ucrânia       | Inglês         | Zlata Ognevich                     | "Gravity"                    | Gravidade                        | 214       | 3º    |
| 23º | Itália        | Italiano       | Marco Mengoni                      | "L'essenziale"               | O essencial                      | 126       | 7     |
| 24º | Noruega       | Inglês         | Margaret Berger                    | "I Feed You My Love"         | Alimento-te com o meu amor       | 191       | 4     |
| 25º | Geórgia       | Inglês         | Sopho Gelovani e Nodiko Tatishvili | "Waterfall"                  | Cascata                          | 50        | 15    |
| 26º | Irlanda       | Inglês         | Ryan Dolan                         | "Only loves survives"        | Apenas o amor sobrevive          | 5         | 26    |

Para saber os resultados da grande final veja aqui-http://www.eurovision.tv/page/history/by-year/contest?event=1773

## Regressos
- Arménia O país regressou ao festival em 2013, depois de um ano de ausência, devido ao estado de guerra permanente com o Azerbaijão (país anfitrião em 2012).

## Saídas
- Portugal- A RTP informou a 22 de Novembro de 2012, que irá retirar-se do certame por um ano devido à instabilidade financeira no país e devido aos maus resultados. O país retornou ao festival em 2014.
- Eslováquia - Em 29 de novembro de 2012, a diretora do departamento de relações internacionais da STV, Slavomira Kubickova, anunciou que a decisão de participar ou não do festival em 2013 ainda não tinha sido tomada.Em 3 de dezembro de 2012,a STV anunciou que estaria se retirando do Festival .[56]
- Turquia

## Outros países
- Andorra[57] - Andorra revelou que não voltará ao Festival da Eurovisão em 2013 devido à crise económica.
- Liechtenstein - "A pequena nação do Liechtenstein situada entre a Suíça e a Áustria não será capaz de estar presente na Eurovisão até 2013". Esta foi a informação enviada num e-mail para o site "eurovisiontimes", onde o chefe da 1FLTV Peter Kölbel afirmou que, devido à falta de subsídios financeiros com a participação do governo será impossível, pelo menos até 2013, a participação do país. A 1FLTV tem tentado o reconhecimento da UER desde 2010, no entanto o Governo ainda não concedeu ao canal, os subsídios necessários para ser reconhecida como membro. Peter Kölbel,afirmou que acreditava que o país tinha boas hipóteses de entrar na competição em 2013, se em abril de 2012, os valores do orçamento da emissora permitissem.[58]
- Luxemburgo - A RTL anunciou que não retornaria ao festival.
- República Checa[59] - República Checa revelou que não voltará ao Festival da Eurovisão 2013 devido aos maus resultados de suas participações anteriores e a falta de interesse da população.
- Marrocos[60] - A emissora marroquina (SNRT) revelou que não tem a intenção de voltar ao Festival no ano de 2013.
- Mónaco[61] - A emissora monegasca (TMC) revelou que não participará da edição de 2013.
- Polónia[62] A emissora estatal polaca (TVP) revelou que não voltará ao festival no ano de 2013 por motivos desconhecidos.

### Estatísticas

#### Artistas repetentes
Ao longo da história, mais de 1500 artistas pisaram o palco Eurovisão, vários destes artistas repetiram a sua experiência eurovisiva uma ou mais vezes. Em 2013, os repetentes foram:
| País (2013) | Foto                                | Artista                            | Ano(s) Anterior(es) | País Representado     | Canção                               | Tradução                  | Pontuação | Classificação   |
| ----------- | ----------------------------------- | ---------------------------------- | ------------------- | --------------------- | ------------------------------------ | ------------------------- | --------- | --------------- |
| Bulgária    | Elitsa Todorova & Stoyan Yankoulov. | Elitsa Todorova & Stoyan Yankoulov | ESC 2007            | Bulgária              | "Voda"                               | "Água"                    | 157       | 5º              |
| Sérvia      | Nevena Božović.                     | Nevena Božović                     | JESC 2007           | Sérvia                | "Piši mi" (Пиши ми)                  | "Escreve-me"              | 120       | 3º              |
| San Marino  | Valentina Monetta.                  | Valentina Monetta                  | ESC 2012            | São Marino            | "The Social Network Song"            | "A música da Rede Social" | 31        | 14º (semifinal) |
| Arménia     | .                                   | Gor Sujyan                         | ESC 2010            | Arménia (Back Vocal)  | "Apricot stone" (de Eva Rivas)       | "Caroço"                  | 141       | 7º              |
| Moldávia    | .                                   | Aliona Moon                        | ESC 2012            | Moldávia (Back Vocal) | "Lăutar (canção)" (de Pasha Parfeny) | "Lăutar"                  | 81        | 11º             |